# Jan Haber
Jan Kazimierz Haber (ur. 7 lipca 1900 w Łojewie, zm. 14 lutego 1985 w Poznaniu) – polski prawnik, karnista, specjalizował się w postępowaniu karnym, nauczyciel akademicki Uniwersytetu im. Adama Mickiewicza w Poznaniu, sędzia Sądu Najwyższego. 

## Życiorys
Urodził się w rodzinie Kazimierza (1872–1933) i Izabelli z Kozińskich. Jego ojciec był ziemianinem, w 1903 sprzedał rodzinny majątek i zamieszkał w Poznaniu, gdzie działał na rzecz polskości; uczestnik powstania wielkopolskiego, służył w oddziałach intendentury, mianowany majorem WP (1919). Jan miał brata Mariana Ludwika (1901–1975), znanego poznańskiego kolekcjonera.
Uczęszczał do Państwowego Gimnazjum w Poznaniu (1910–1918). Dyplom magistra prawa uzyskał w 1922 na Wydziale Prawa Uniwersytetu Poznańskiego. Odbył aplikację sądową i po złożeniu w lipcu 1924 roku egzaminu sędziowskiego, został mianowany sędzią. W 1929 otrzymał stopień doktorski na podstawie pracy pt. Reakcja karna wobec przestępców niepoprawnych (promotorem pracy był Józef Bossowski). W chwili wybuchu II wojny światowej orzekał jako sędzia Sądu Apelacyjnego w Poznaniu. W tym samym sądzie kontynuował pracę po zakończeniu wojny. Od 1940 do wybuchu powstania warszawskiego w 1944 pracował jako radca prawny Banku Gospodarstwa Krajowego. W 1947 został sędzią poznańskiego oddziału Sądu Najwyższego (orzekał tam do 1953).
Ministerstwo Szkolnictwa Wyższego zleciło mu w grudniu 1951 prowadzenie wykładów z postępowania karnego (na wniosek poznańskiego Wydziału Prawa). W 1953 roku objął stanowisko zastępcy profesora, a rok później kierownika nowo powołanej Katedry Postępowania Karnego macierzystego Wydziału Prawa, którą kierował do przejścia na emeryturę. Równocześnie (w 1954) przestał orzekać w Sądzie Najwyższym. W 1957 otrzymał awans na stanowisko docenta, a następnie profesora nadzwyczajnego (w tym samym roku). W latach 1958–1962 był prodziekanem, a następnie (1962–1964) dziekanem poznańskiego Wydziału Prawa. Na uczelni pracował do 1970.
Zmarł w Poznaniu, pochowany 21 lutego 1985 na cmentarzu komunalnym Junikowskim (pole 27 kwatera 3-3-9). 

## Ordery i odznaczenia
- Złoty Krzyż Zasługi (22 lipca 1947)[6]
- Medal 10-lecia Polski Ludowej (22 lipca 1955)[7]